# Kościół ewangelicki w Gostkowie
Kościół ewangelicki w Gostkowie – znajdujący się w stanie ruiny.

## Historia
Kościół ewangelicki został zbudowany w 1785 r. i przetrwał do końca II wojny światowej. Po podziale nowych granic Polski w 1945 r. ludność niemiecka wyznania ewangelickiego opuściła kościół. Był to duży obiekt o powierzchni około 700 m², murowany, otynkowany z kilkukondygnacyjną wieżą od strony zachodniej.